# Edward Dowse
Edward Dowse (* 22. Oktober 1756 in Charlestown, Province of Massachusetts Bay; † 3. September 1828 in Dedham, Massachusetts) war ein US-amerikanischer Politiker. In den Jahren 1819 und 1820 vertrat er den Bundesstaat Massachusetts im US-Repräsentantenhaus.

## Werdegang
Über Edward Dowses Jugend und Schulausbildung ist nichts überliefert. Er zog nach Dedham und war nach der amerikanischen Revolution im Seehandel mit China und Indien tätig. Politisch wurde er Mitglied der Demokratisch-Republikanischen Partei. Bei den Kongresswahlen des Jahres 1818 wurde er im 13. Wahlbezirk von Massachusetts in das US-Repräsentantenhaus in Washington, D.C. gewählt, wo er am 4. März 1819 die Nachfolge von Nathaniel Ruggles antrat. Dieses Mandat übte er bis zu seinem Rücktritt am 26. Mai 1820 aus. Über den Grund für Dowses Rücktritt und seine weiteren Tätigkeiten nach seinem Ausscheiden aus dem Kongress ist ebenfalls nicht bekannt. Er starb am 3. September 1828 in Dedham, wo er auch beigesetzt wurde.